# سانتی مورگان
برای اندازه‌گیری فاصله ژنتیکی از واحدی به نام سانتی مورگان (به انگلیسی: CentiMorgan) و به صورت مختصر CM استفاده می‌کنند. یک درصد نوترکیبی برابر با یک سانتی مورگان تلقی می‌شود.

## تعریف
این واحد را برای اولین بار دانشمندی با نام توماس هانت مورگان استفاده کرد.
طول یک سانتی مورگان به فاصله بین دو ژن گفته میشود و در واقع طول یک سانتی مورگان بستگی به کرومزوم گونه و مکان مشخص روی آن کرومزوم دارد. پس یک سانتی مورگان می‌تواند متغیر باشد. چیزی که طول یک سانتی مورگان را مشخص می‌کند این است: احتمال اینکه کراس اور (به انگلیسی: CrossOver) در آن ناحیه از کرومزوم اتفاق بیافتد چقدر است؟
یک سانتی مورگان در ناحیه‌هایی که کراس اور با نرخ بیشتری رخ می‌دهد کمتر از یک میلیون باز و در ناحیه‌هایی که کراس اور کمتر اتفاق می‌افتد بیشتر از یک میلیون جفت باز طول دارد.

## لینک های دیگر
- How to read sequence logos.
- MoRAine (A web server for sequence logo generation and computational transcription factor binding motif re-annotation - Publication with full-text access).
- Erill, I., "A gentle introduction to information content in transcription factor binding sites", Eprint